# June Wandrey
June Wandrey Mann (25 de junho de 1920 – 27 de novembro de 2005) foi uma primeira-tenente do Corpo de Enfermeiras do Exército dos EUA natural de Wautoma, em Wisconsin. Ela foi a autora de Bedpan Commando, um relato de seu serviço militar na África, Sicília, Itália, França e Alemanha de 1942 a 1946, período em que recebeu oito estrelas de batalha.
O livro de Mann atraiu significativa atenção do público e da mídia, levando a inúmeras aparições na televisão, no rádio e pessoalmente, incluindo no The Larry King Show, NBC Nightly News e The Rest of the Story de Paul Harvey, entre outros.
Em 22 de junho de 1995, Mann se encontrou com o presidente Bill Clinton em Nettuno, na Itália, como parte das comemorações do 50º aniversário da invasão da cabeça de praia de Anzio.
Ela foi membro vitalício de várias associações de veteranos, incluindo a Disabled American Veterans, a Veterans of Foreign Wars, a Anzio Beachhead Association e a 36ª Divisão de Infantaria, a 3ª Divisão de Infantaria, e os 10º e 40º Regimentos de Engenharia de Combate.
June Wandrey também apareceu na série de TV do History Channel , Segunda Guerra Mundial em Alta Definição (em inglês:  World War 2 In High Definition), no qual Amy Smart fez a sua dublagem.
June Wandrey Mann morreu no Hospital St. Charles-Mercy no Óregon, em Ohio, em 27 de novembro de 2005, aos 85 anos.